# Alpi del Monte Bianco

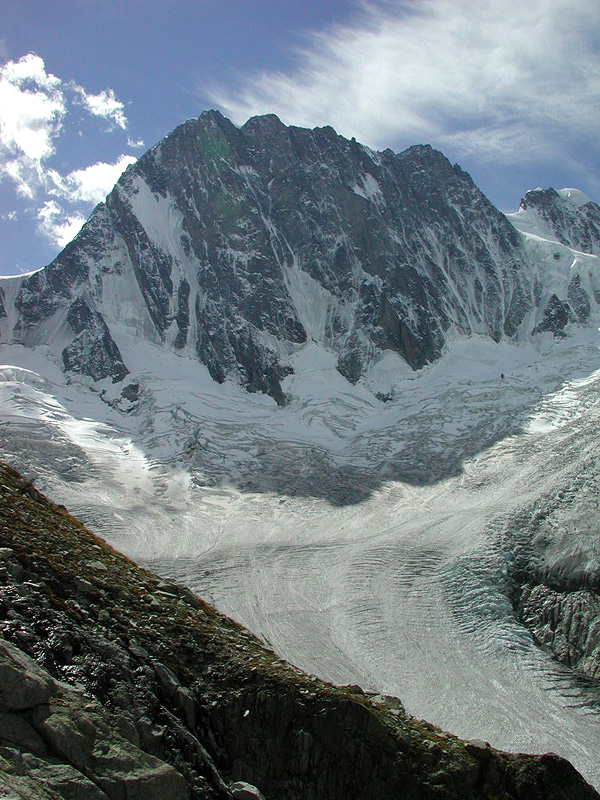
Le Grandes Jorasses

Le Alpi del Monte Bianco (o Catena del Monte Bianco) sono una sottosezione delle Alpi Graie, nelle Alpi Occidentali, composte principalmente dal Massiccio del Monte Bianco e da altri massicci adiacenti.

## Descrizione
Per la loro maestosità e per la loro bellezza sono considerate unanimemente l'emblema delle Alpi stesse. Raggruppano 40 vette al di sopra dei 4.000 m, con un terzo di superficie ad una quota non inferiore ai 3.000 m: le sue cime sono tra le più alte di tutto l'arco alpino, e comprendono la più alta.
Si estendono su tre diverse nazioni: l'Italia, la Francia e la Svizzera, su una catena di montagne lunga 30 km e larga 15, per una superficie complessiva di circa 400 km². Sulle montagne che le compongono, l'azione degli agenti erosivi ha formato nel tempo creste acuminate e vette a guglia ed è una delle più vaste zone alpine ricoperte dai ghiacci: i suoi ghiacciai, in tutto 101, occupano un'area di 177,69 km².
Le vallate che lo circondano sono collegate tra loro tramite il traforo del Monte Bianco ed attraverso tre principali passi alpini: il colle del Piccolo San Bernardo a Sud-Ovest, il colle des Montets a Nord-Est e il passo del col Ferret ad Est. I luoghi abitati si trovano al disotto dei 2.800 m, mentre rari e difficili sono i valichi, il più basso è quello del Gigante a 3.359 m.

### Delimitazioni geografiche
La catena del Monte Bianco è circondata da alcune grandi vallate:
- la Valle dell'Arve a Nord-Ovest;
- la Val Montjoie ad Ovest;
- la Val des Glaciers a Sud-Est;
- la Val Veny e la Val Ferret (parte italiana) a Sud e a Sud-Est;
- la Val Ferret (parte svizzera) ad Est.

Le montagne che compongono questa catena, a differenza di altre catene montuose nelle Alpi, sono molto differenziate tra loro. La Valle dell'Arve, la Val Veny, e la Val Ferret costituiscono un limite naturale sia ad Est che a Ovest; tale demarcazione continua lungo la valle d'Entremont ad Est e ad Ovest e separa la catena stessa dalle Alpi Pennine.
Meno distinti sono invece i confini orientali: la Val Veny termina presso il col della Seigne, i limiti naturali seguono l'alta valle dei ghiacciai, poi si orientano in direzione di Chapieux, proseguendo ancora verso il colle del Bonhomme, ed infine verso le Contamines, dove si ricongiungono con la Valle dell'Arve nei pressi di Saint-Gervais-les-Bains. I due versanti principali sono totalmente diversi: verso la valle dell'Arve, i pendii declinano lentamente, e lungo i fianchi si possono ammirare immensi e scintillanti ghiacciai, creste e pinnacoli nelle parti sommitali. Nella Val Veny e nella Val Ferret, si ammirano panorami con paesaggi ancora selvaggi, pareti rocciose con dislivelli che arrivano sino ai fondi valle, intagliate da profondi canaloni su cui scendono fiumane di ghiaccio.

### Classificazione e suddivisione

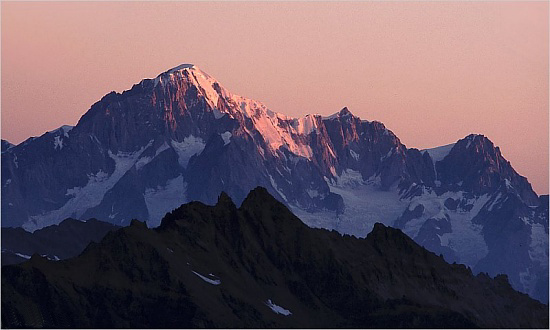
Dal versante italiano: Il Monte Bianco, il Monte Maudit, il Mont Blanc du Tacul.

Secondo la Partizione delle Alpi del 1926 le Alpi Graie contenevano al loro interno il Gruppo del Monte Bianco (detto talvolta più semplicemente Massiccio del Monte Bianco).
Secondo la SOIUSA le Alpi del Monte Bianco sono una sottosezione alpina con la seguente classificazione:
- Grande parte = Alpi Occidentali
- Grande settore = Alpi Nord-occidentali
- Sezione = Alpi Graie
- Sottosezione = Alpi del Monte Bianco
- Codice = I/B-7.V

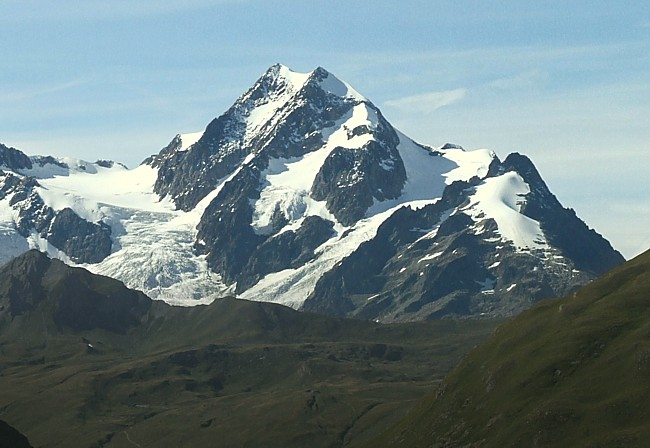
Aiguilles de Trélatête

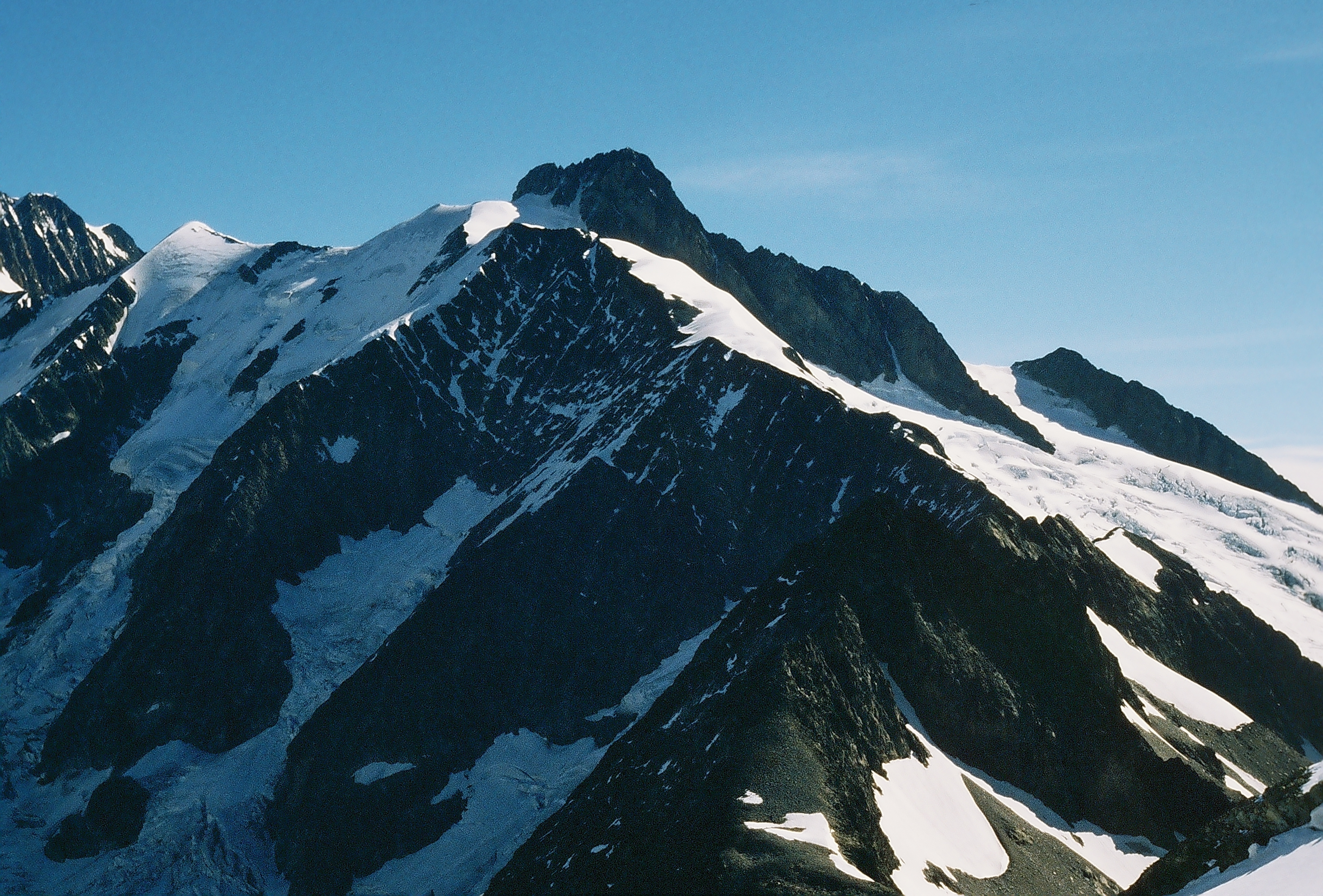
Mont Tondu

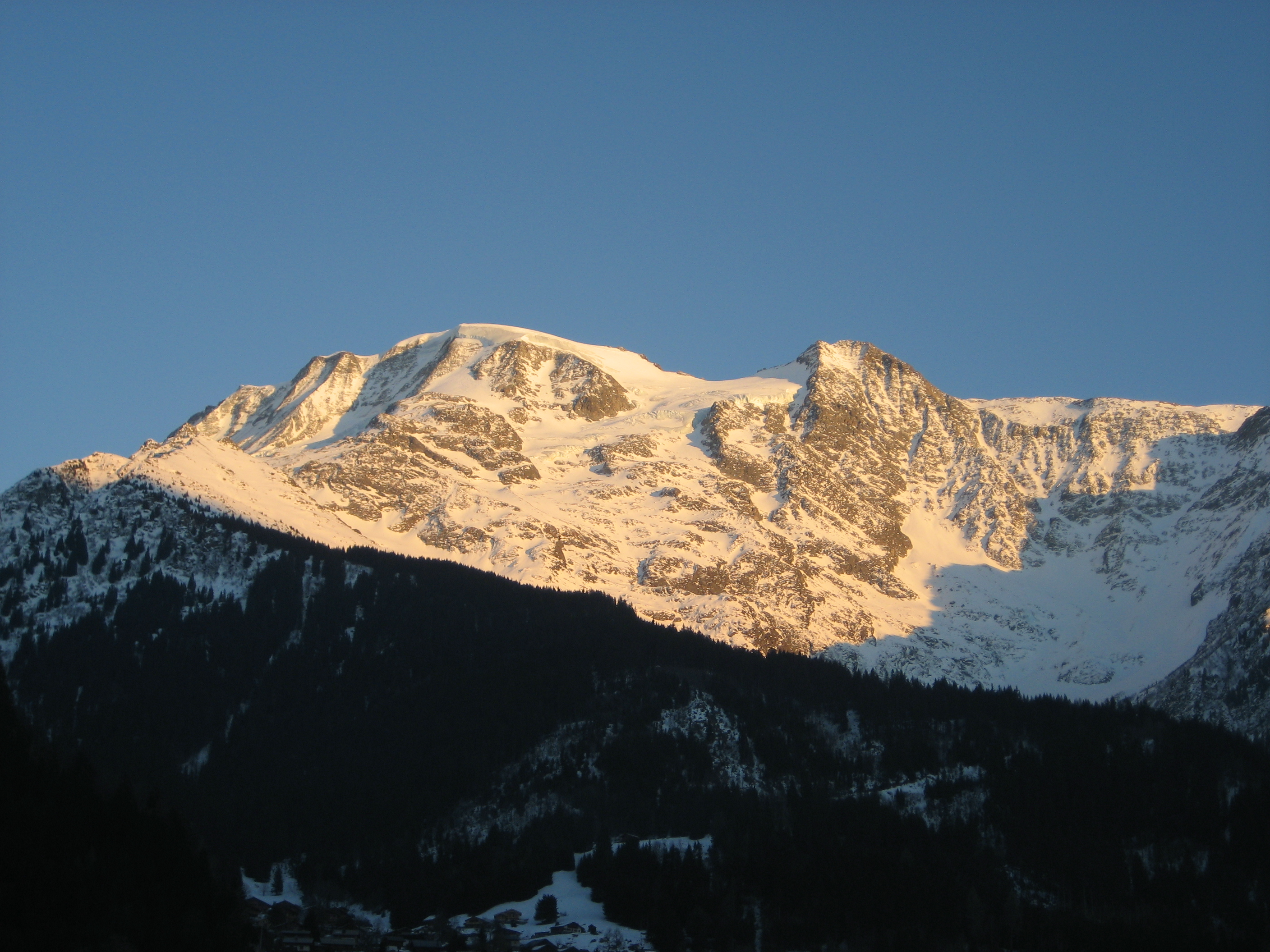
Dômes de Miage

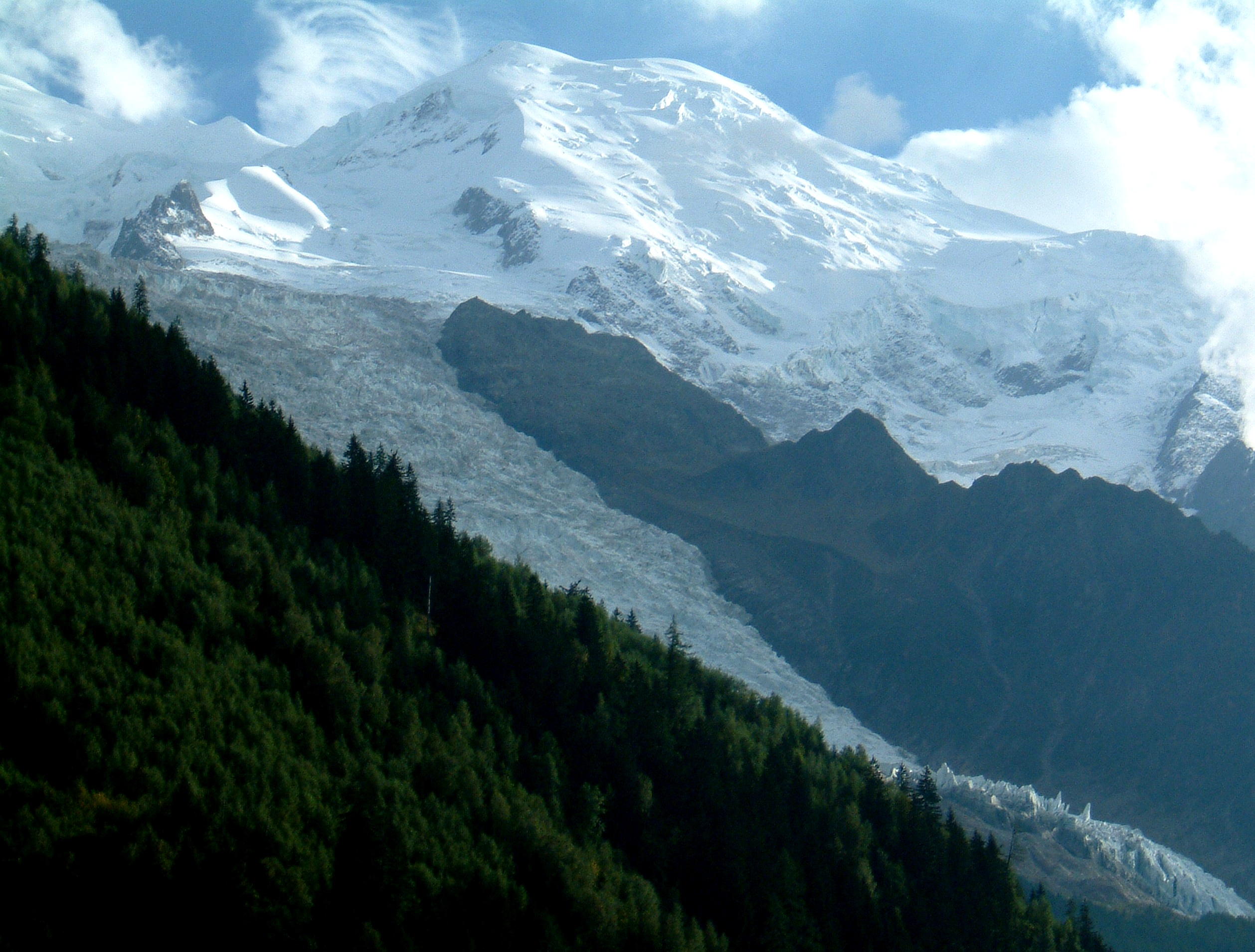
Dômes de Goûter

La SOIUSA individua la seguente suddivisione delle Alpi del Monte Bianco in supergruppi, gruppi e sottogruppi:
- Massiccio di Trélatête (A)
  - Catena Trélatête-Dômes de Miage (A.1)
    - Gruppo delle Aiguilles de Trélatête (A.1.a)
    - Gruppo del Mont Tondu (A.1.b)
    - Gruppo dei Dômes de Miage (A.1.c)
- Massiccio del Monte Bianco (B)
  - Gruppo del Monte Bianco (B.2)
    - Gruppo Bionnassay-Goûter (B.2.a)
    - Monte Bianco (B.2.b)
    - Contrafforti italiani del Monte Bianco (B.2.c)
    - Gruppo del Monte Maudit (B.2.d)
    - Gruppo del Mont Blanc du Tacul (B.2.e)
    - Gruppo della Tour Ronde (B.2.f)

  - Catena delle Aiguilles de Chamonix (B.3)
    - Gruppo dell'Aiguille du Midi (B.3.a)
    - Gruppo dell'Aiguille du Plan (B.3.b)
    - Gruppo dell'Aiguille de Blaitière (B.3.c)
    - Gruppo Charmoz-Grépon (B.3.d)

  - Catena Rochefort-Grandes Jorasses-Leschaux (B.4)
    - Gruppo di Rochefort (B.4.a)
    - Gruppo delle Grandes Jorasses (B.4.b)
    - Gruppo di Leschaux (B.4.c)

  - Catena dell'Aiguille Verte (B.5)
    - Gruppo di Triolet (B.5.a)
    - Catena Droites-Courtes (B.5.b)
    - Gruppo Aiguille Verte-Aiguilles du Dru (B.5.c)
    - Costiera del Moine (B.5.d)
- Massiccio Dolent-Argentière-Trient (C)
  - Catena Dolent-Tour Noir-Argentière (C.6)
    - Gruppo del Dolent (C.6.a)
    - Gruppo Tour Noir-Darrey (C.6.b)
    - Gruppo d'Argentière (C.6.c)
    - Costiera del Chardonnet (C.6.d)

  - Catena del Tour (C.7)
    - Gruppo del Tour (C.7.a)
    - Catena delle Aiguilles Dorées (C.7.b)
    - Gruppo del Portalet (C.7.c)

  - Massiccio del Trient (C.8)
    - Gruppo Orny-Arpette-Génépi (C.8.a)
    - Costiera dell'Arpille (C.8.b)
    - Costiera del Catogne (C.8.c)

Altre suddivisioni individuano due aree principali: la parte meridionale e la parte settentrionale divise dal colle del Gigante. 

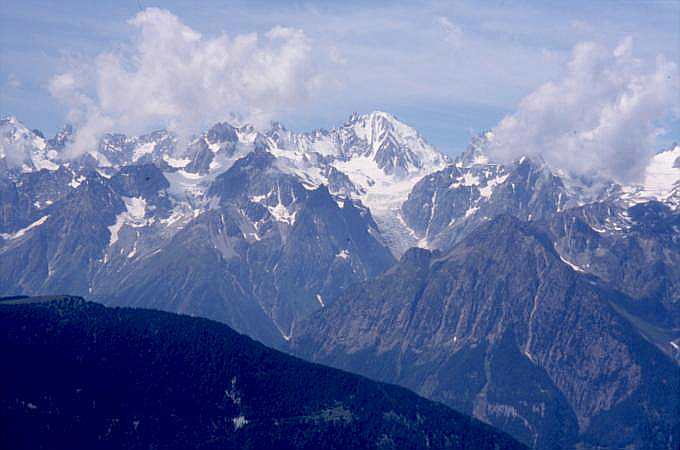
L'Aiguille d'Argentière

Gruppi di cime che compongono la parte meridionale:

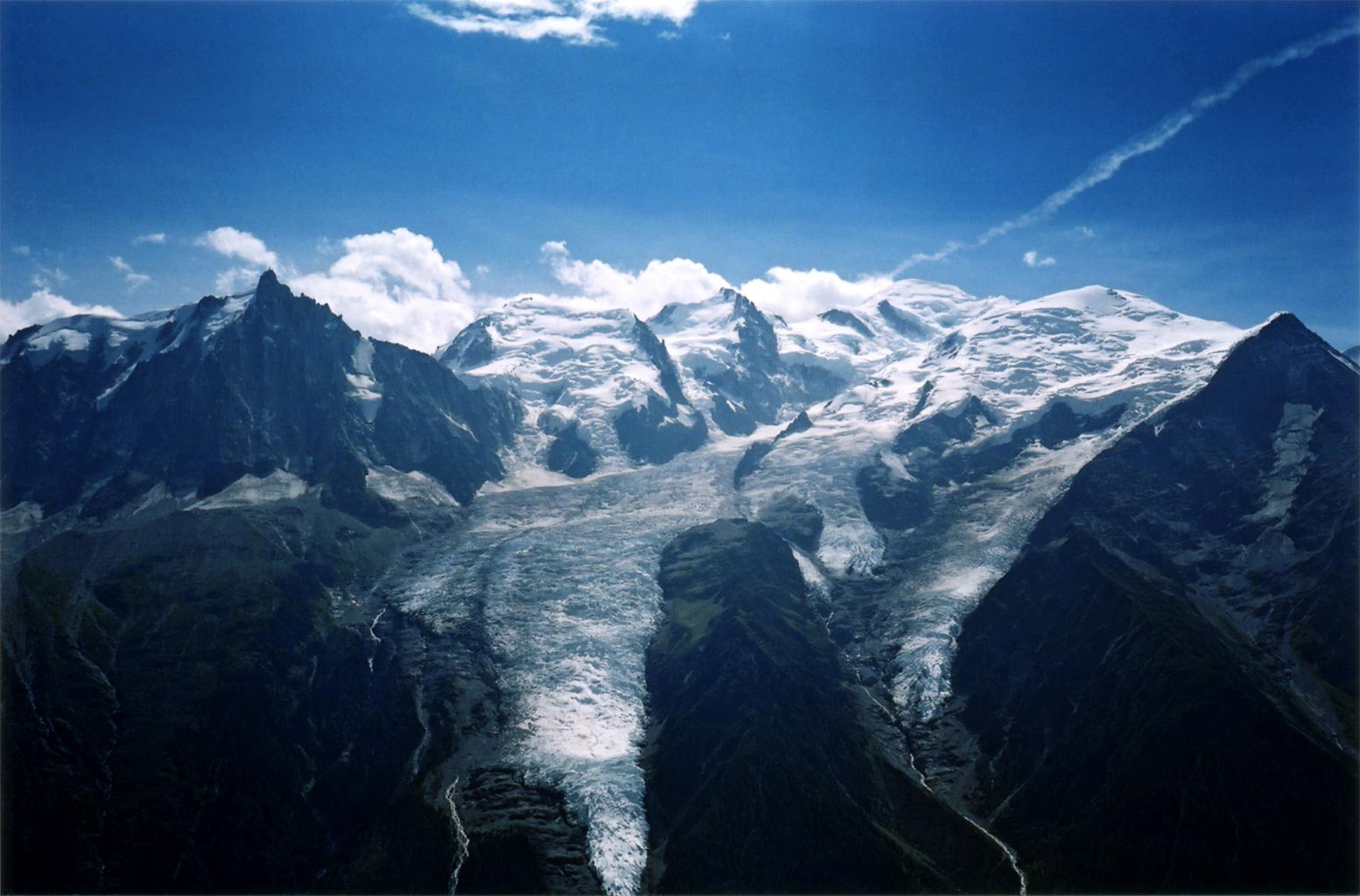
Visuale del massiccio

- Glaciers-Trèlatète,
- Gruppo Bionnassay-Goûter,
- Monte Bianco,
- Brouillard-Innominata,
- Peuterey,
- Maudit-Tour Ronde,
- Gruppo del Mont Blanc du Tacul,
- Midì-Plan -Aiguilles de Chamonix.

Gruppi di cime che compongono la parte settentrionale:
- Gigante-Rochefort,
- Jorasses,
- Leschaux-Talèfre,
- Triolet-Mont Dolent,
- Catena dell'Aiguille Verte,
- Tour Noir-Argentiere,
- Chardonnet-Tour

### I4000più importanti della catena

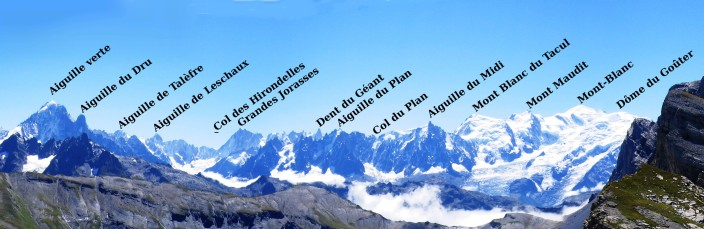
Parte settentrionale del Massiccio

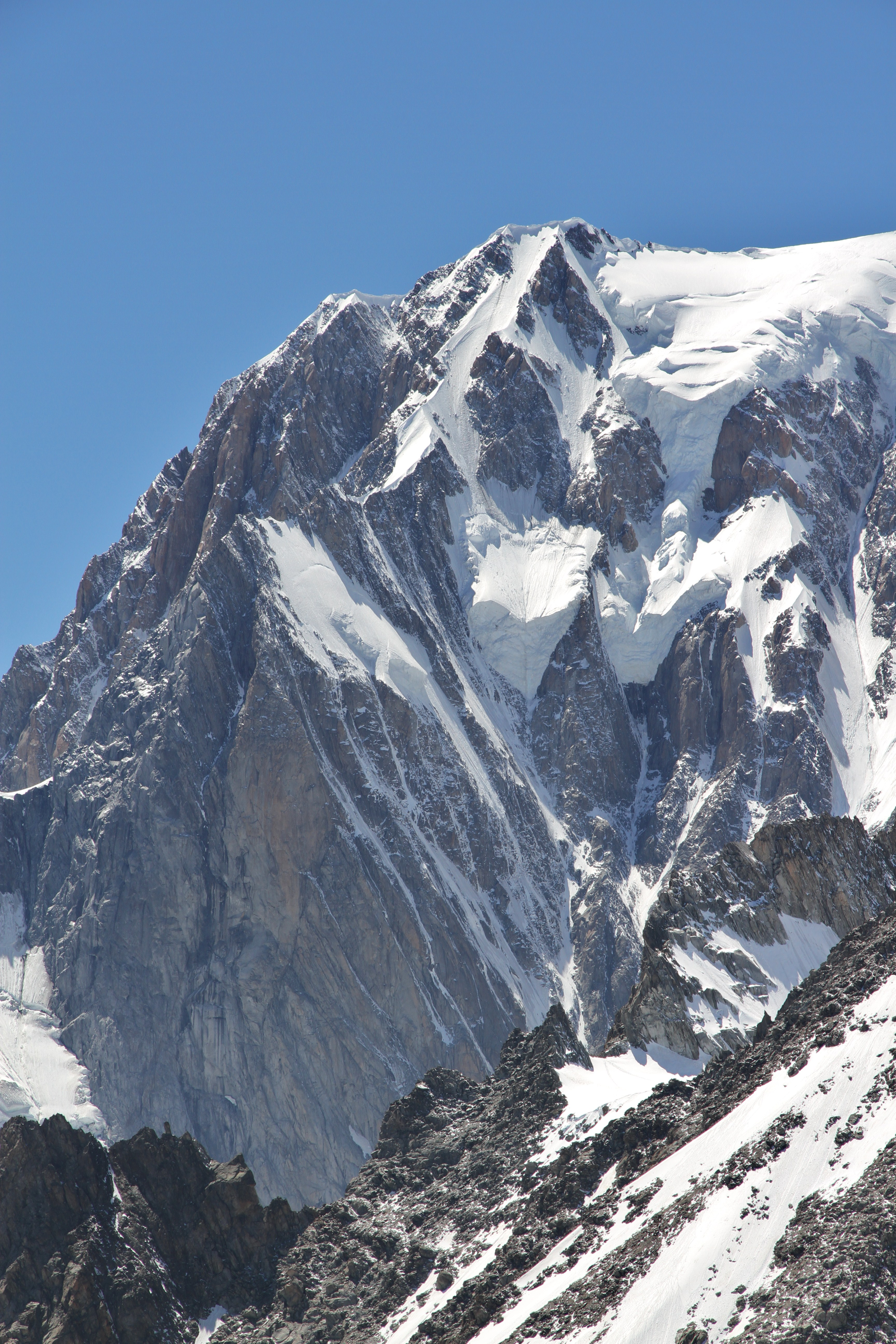
Monte Bianco di Courmayeur

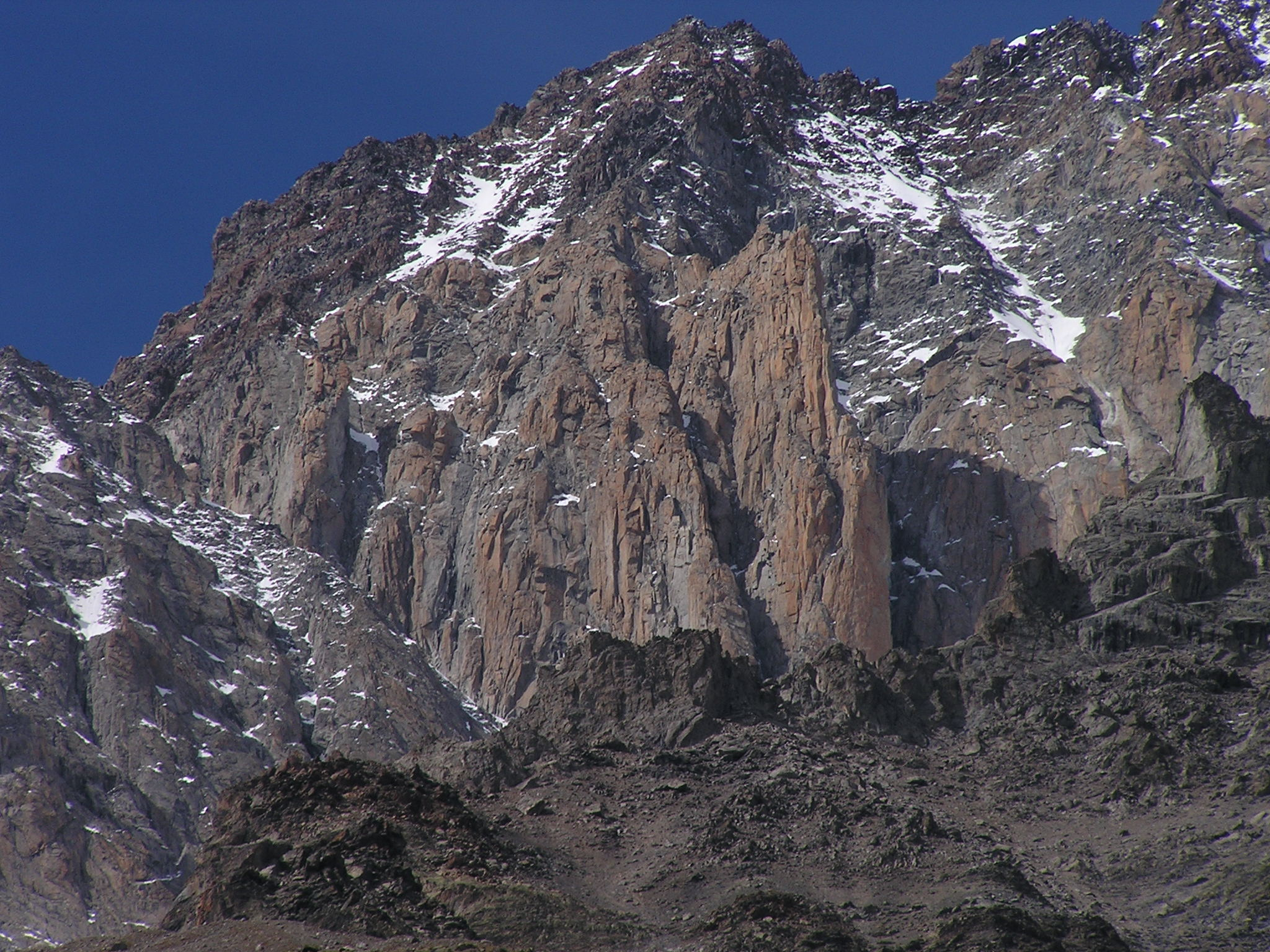
Picco Luigi Amedeo

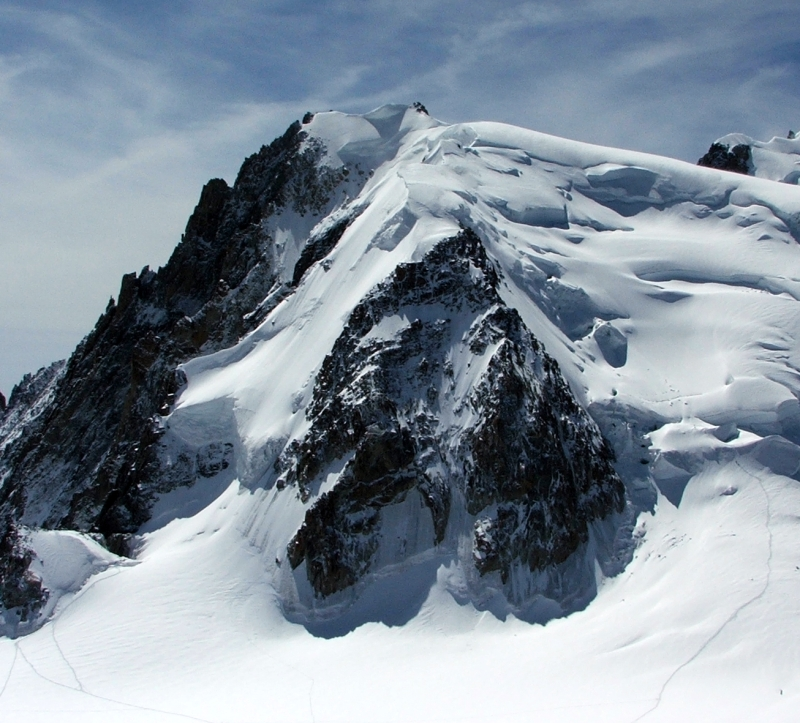
Mont Blanc du Tacul

| 1  | 4810 m                | Monte Bianco                        |  |
| 2  | 4748 m                | Monte Bianco di Courmayeur          |  |
| 3  | 4470 m                | Picco Luigi Amedeo                  |  |
| 4  | 4468 m (I) - 4465 (F) | Monte Maudit                        |  |
| 5  | 4306 m (I) - 4304 (F) | Dôme du Goûter                      |  |
| 6  | 4248 m                | Monte Bianco du Tacul               |  |
| 7  | 4243 m                | Grand Pilier d'Angle                |  |
| 8  | 4208 m (F) - 4206 (I) | Punta Walker (Grandes Jorasses)     |  |
| 9  | 4184 m (F) - 4180 (I) | Punta Whymper (Grandes Jorasses)    |  |
| 10 | 4122 m                | Aiguille Verte                      |  |
| 11 | 4114 m                | Aiguilles du Diable                 |  |
| 12 | 4112 m                | Aiguille Blanche de Peuterey        |  |
| 13 | 4110 m (F) - 4108 (I) | Punta Croz (Grandes Jorasses)       |  |
| 14 | 4109 m                | Punta Carmen du Tacul               |  |
| 15 | 4102 m                | Grande Rocheuse                     |  |
| 16 | 4097 m                | Punta mediana du Tacul              |  |
| 17 | 4074 m                | Punta Chaubert du Tacul             |  |
| 18 | 4069 m                | Monte Brouillard                    |  |
| 19 | 4065 m                | Punta Margherita (Grandes Jorasses) |  |
| 20 | 4064 m                | Corno del Diavolo del Tacul         |  |
| 21 | 4052 m                | Aiguille de Bionnassay              |  |
| 22 | 4045 m (F) - 4042 (I) | Punta Elena (Grandes Jorasses)      |  |
| 23 | 4035 m                | Aiguille du Jardin                  |  |
| 24 | 4015 m                | Dôme de Rochefort                   |  |
| 25 | 4014 m (I) - 4013 (F) | Dente del Gigante                   |  |
| 26 | 4013 m                | Punta Baretti                       |  |
| 27 | 4001 m                | Aiguille de Rochefort               |  |
| 28 | 4000 m                | Les Droites                         |  |

### Ghiacciai

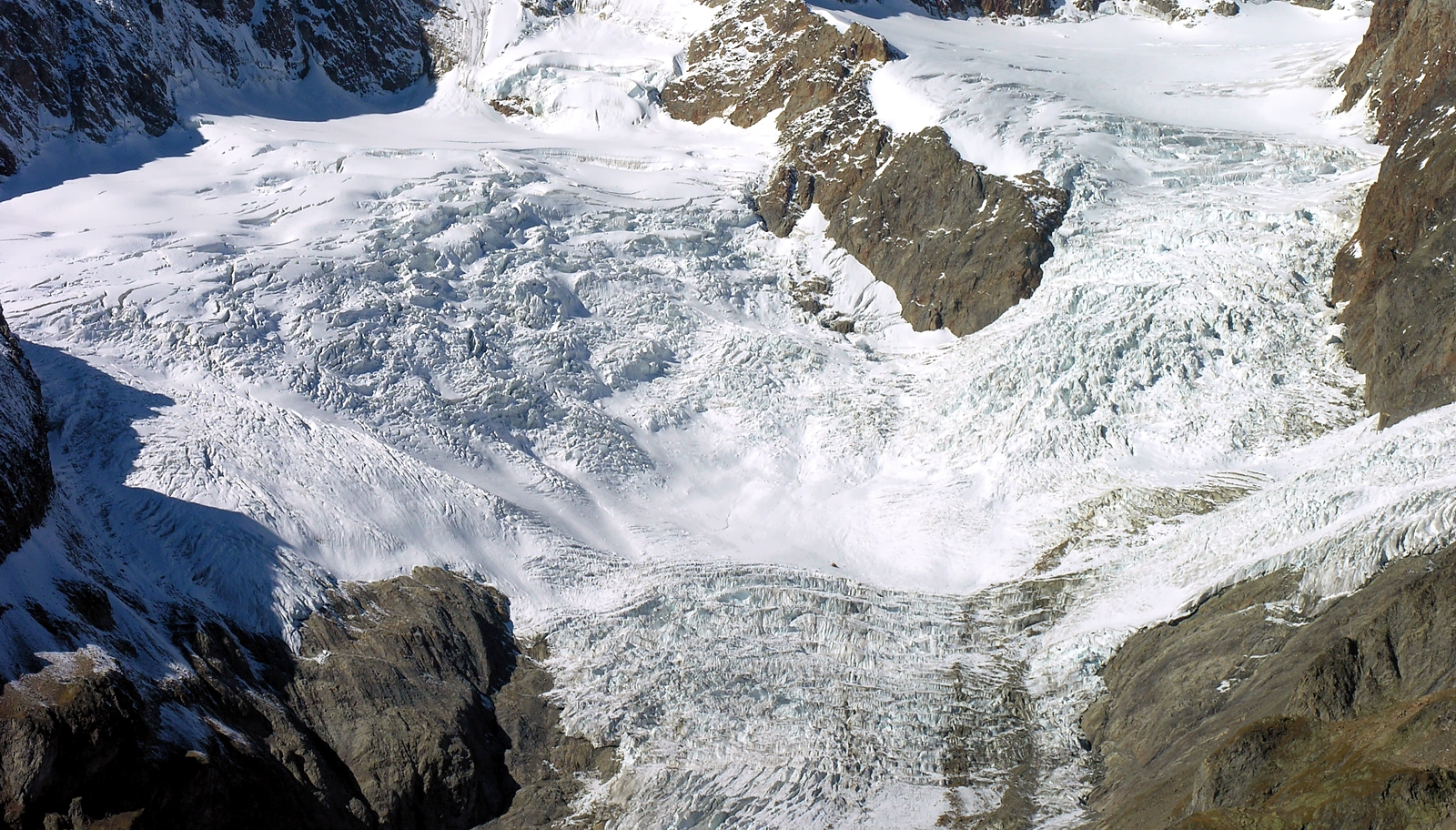
Ghiacciaio della Lex Blanche

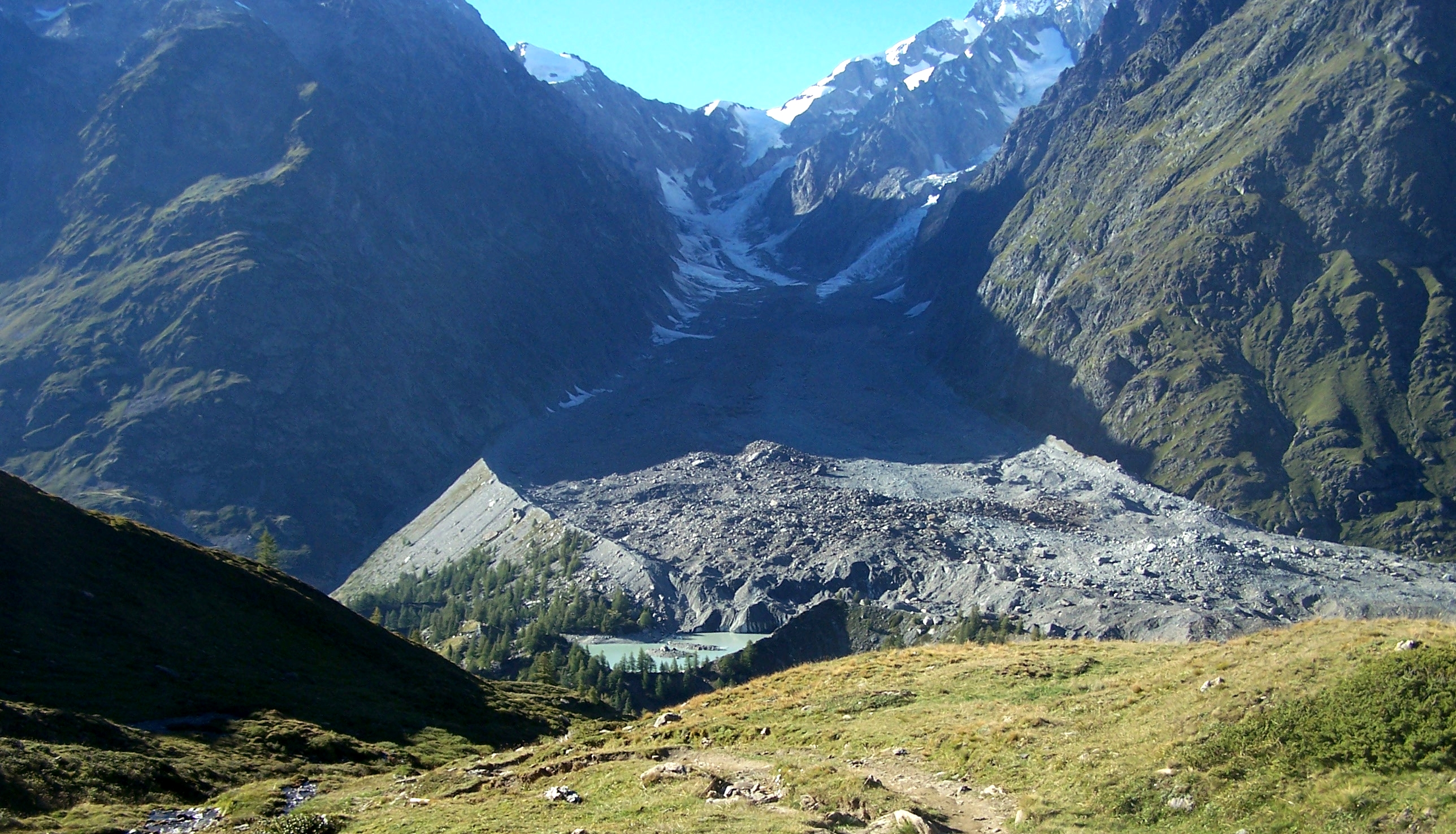
Ghiacciaio del Miage

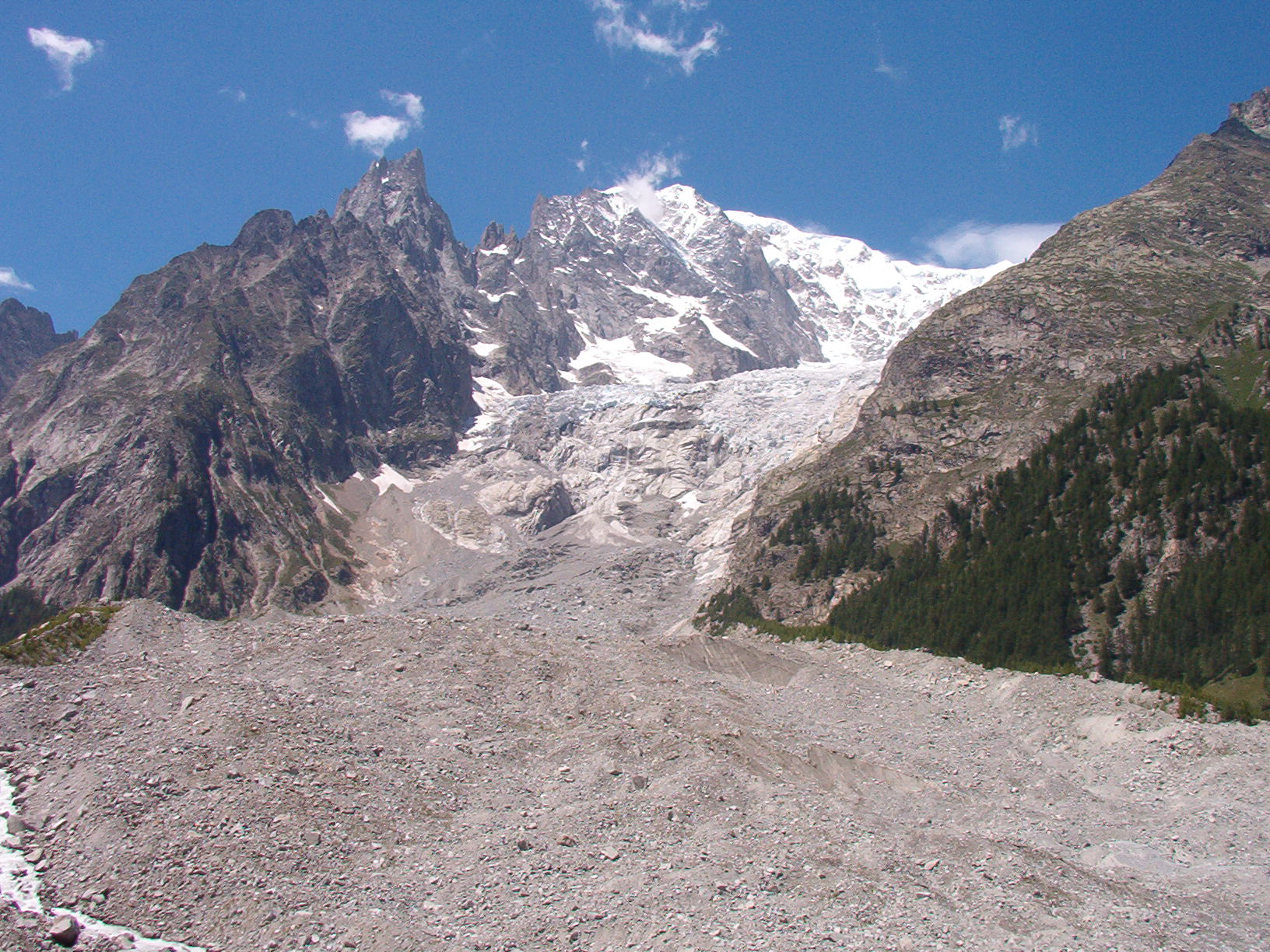
Ghiacciaio della Brenva

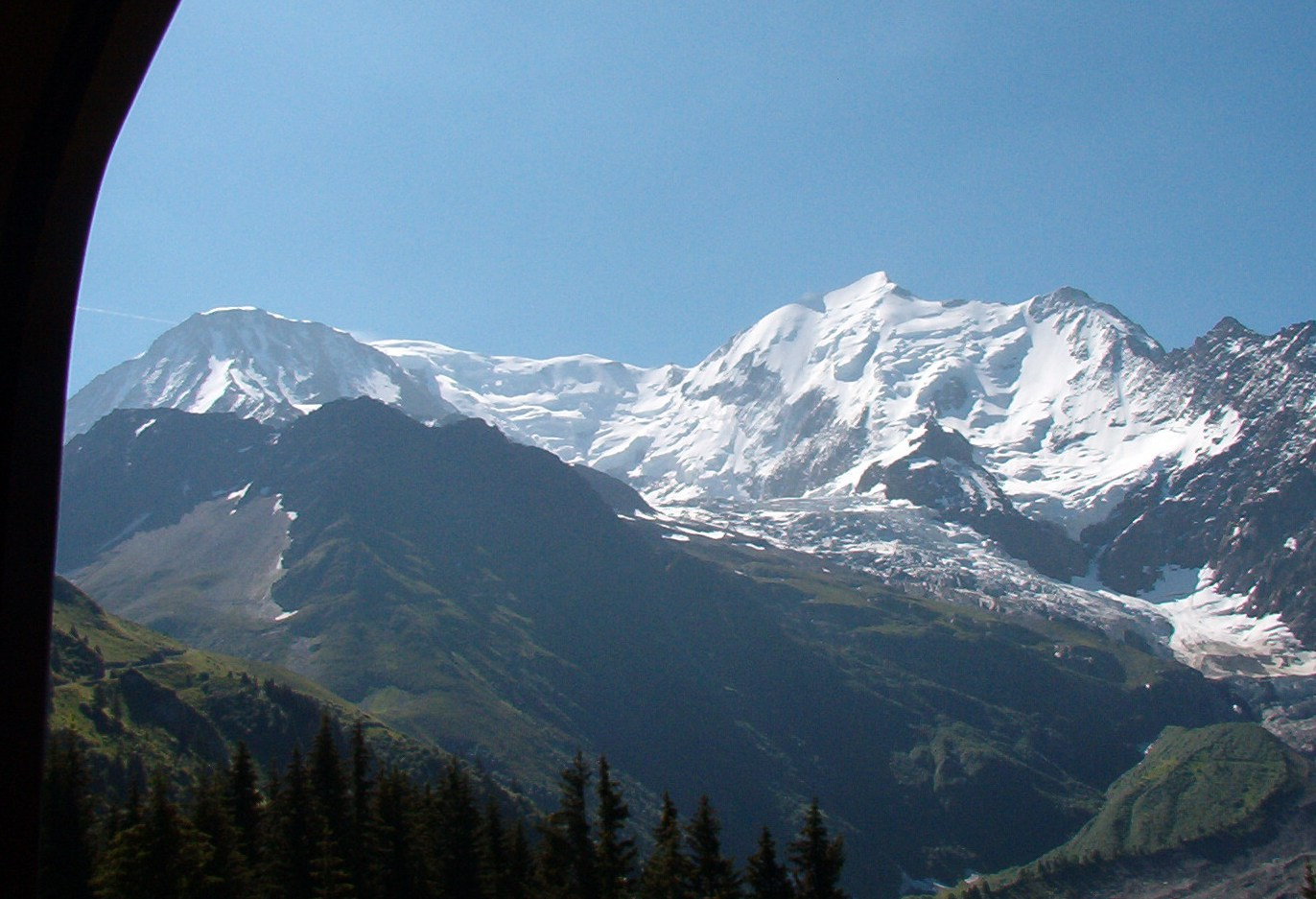
Ghiacciaio di Bionnassay

Sui versanti delle Alpi del Monte Bianco si contano più di 100 ghiacciai che complessivamente occupano un'area di circa 177 km².
I principali ghiacciai del versante italiano sono (partendo dall'alto della val Veny ed arrivando al termine della val Ferret):
- Ghiacciaio d'Estellette
- Ghiacciaio della Lex Blanche
- Ghiacciaio del Miage
  - Ghiacciaio di Bionnassay
  - Ghiacciaio del Dôme
  - Ghiacciaio del Monte Bianco
- Ghiacciaio del Brouillard
- Ghiacciaio del Freney
- Ghiacciaio della Brenva
- Ghiacciaio di Planpincieux
- Ghiacciaio di Frebouze
- Ghiacciaio di Triolet
- Ghiacciaio di Pré de Bar

I principali ghiacciai del versante francese sono (da ovest verso est):
- Ghiacciaio di Bionnassay
- Ghiacciaio del Taconnaz
- Ghiacciaio dei Bossons
- Mer de Glace
  - Ghiacciaio del Tacul
    - La Valle Blanche
    - Ghiacciaio del Gigante

  - Ghiacciaio di Leschaux
  - Ghiacciaio di Talèfre
- Ghiacciaio d'Argentiere
- Ghiacciaio del Tour

I principali ghiacciai del versante svizzero sono:
- Ghiacciaio del Trient
- Ghiacciaio del Dolent
- Ghiacciaio di Saleina
- Ghiacciaio dell'A Neuve

### Geologia

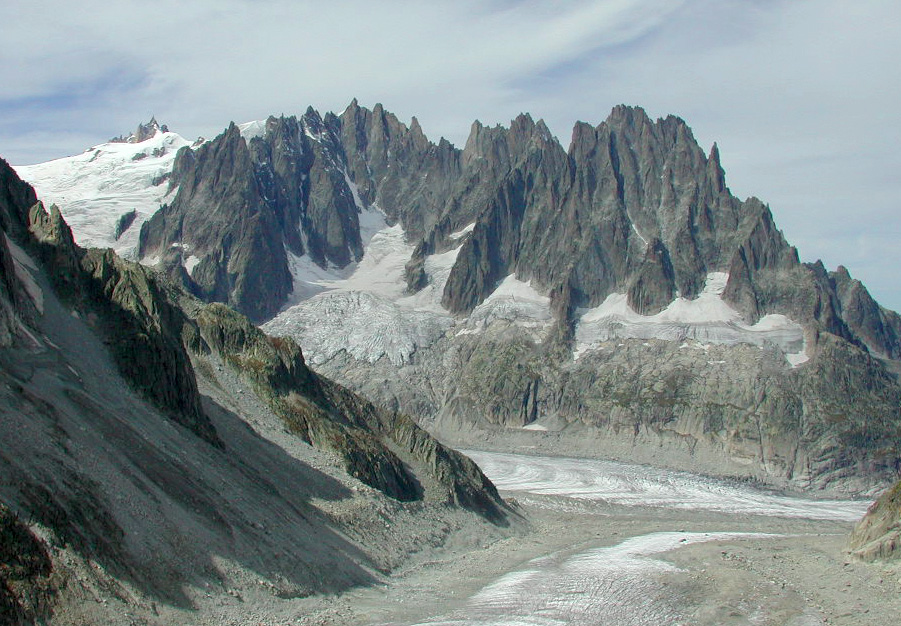
Le guglie di Chamonix

Il sistema montuoso delle Alpi si è formato durante l'era terziaria, grazie alla spinta della placca tettonica africana e di quella asiatica, attraverso un processo di sopraelevazione verticale, circa dieci milioni di anni fa. Attualmente, dei sistemi di misurazione molto precisi, evidenziano che il processo di sopraelevazione delle Alpi prosegue tuttora e supera gli effetti dell'erosione naturale.
Nelle Alpi occidentali, il centro orografico è costituito dai massicci cristallini esterni - ossia dal Monte Bianco e dalle Aiguilles Rouges, generati dal sollevamento dei suoli profondi.
A Sud-Est del Monte Bianco, nella Valle d'Aosta, si possono osservare altre rocce sedimentarie ossia le antiche coperture del massiccio del Monte Bianco e del Gran Paradiso.
Le rocce più frequenti sono:
- I graniti, che si trovano facilmente nelle zone centrali del Massiccio e sono riconoscibili per le forme appuntite dei rilievi. Sono rocce durissime, ma la loro durezza non impedisce gli effetti dell'erosione, specialmente quella causata dai ghiacciai.

- Le rocce metamorfiche, costituite da rocce che oppongono una resistenza minore all'erosione e presentano forme più slanciate rispetto a quelle dei graniti.
- Le rocce sedimentarie, che si dividono in due gruppi:
  - le rocce basiche, come le calcestiti, le dolomie e le rocce calcaree;
  - le rocce acide, come i gres, gli scisti argillosi e i quarziti.

### Clima
Il clima che caratterizza la catena è semicontinentale, con venti umidi originari dell'Atlantico e provenienti generalmente da Ovest. Raggiungendo le creste e le cime d'alta quota o lungo le testate delle valli, tendono generalmente a raffreddarsi, creando condizioni molto favorevoli a forti precipitazioni e le tempeste di neve e di vento sono molto frequenti.
Il tempo può cambiare bruscamente e trovarsi impreparati nel mezzo dei ghiacciai può essere molto pericoloso. Nessuna scalata è consigliata se non si è sicuri delle condizioni meteorologiche: il cattivo tempo nel massiccio del Monte Bianco può essere fatale.

## Turismo
Intorno alla catena è attrezzato un tour escursionistico per poter ammirare il massiccio dalle sue varie engolature.

### Rifugi

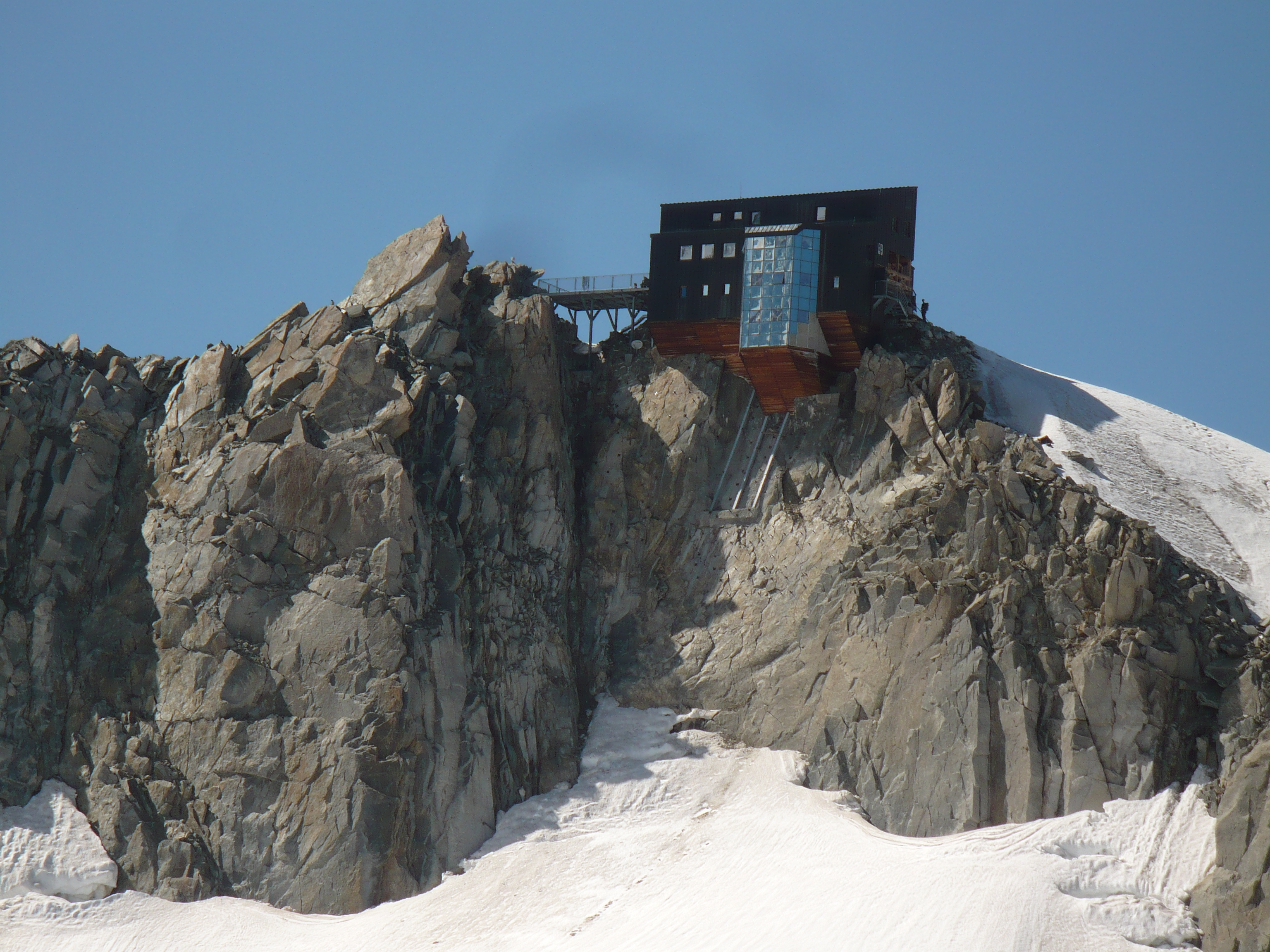
Il Rifugio des Cosmiques.

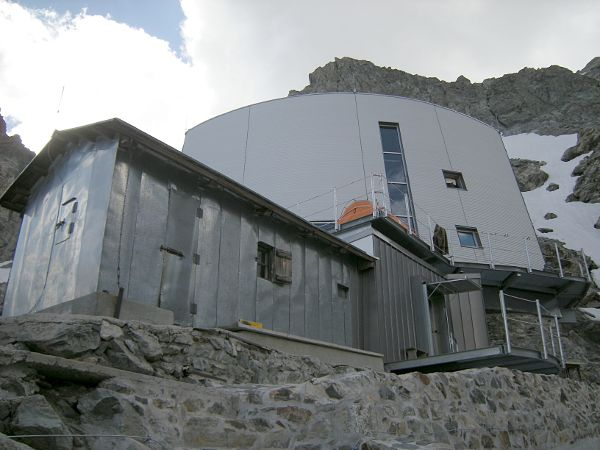
Rifugio Francesco Gonella

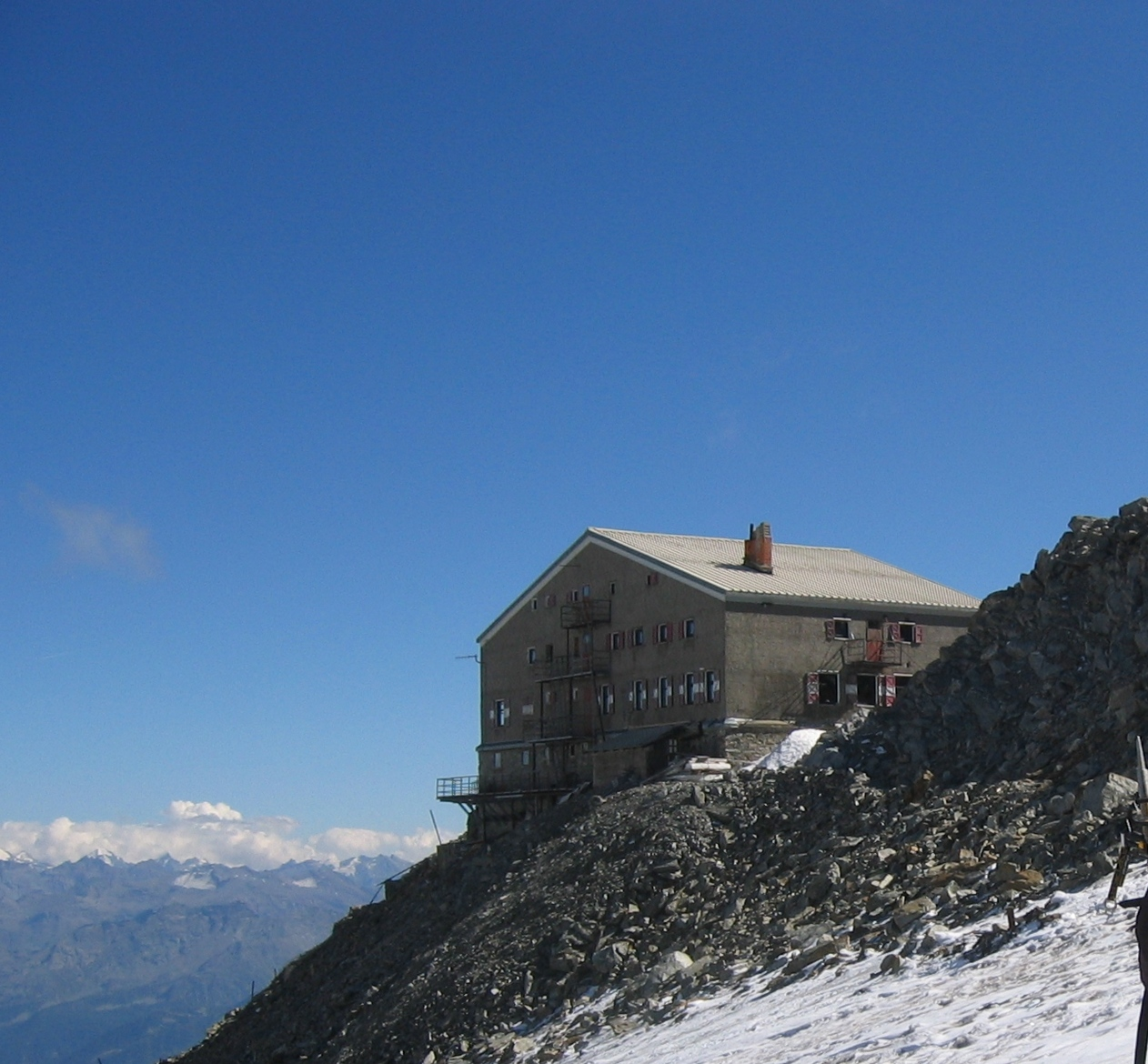
Rifugio Torino

Per facilitare l'escursionismo e la salita alle varie vette della catena sono presenti numerosi Rifugi e bivacchi:
- Rifugi e bivacchi italiani
  - Rifugio Quintino Sella - 3.363 m
  - Rifugio Francesco Gonella - 3.071 m
  - Rifugio Monzino - 2.590 m
  - Rifugio Torino - 3.375 m
  - Rifugio Cesare Dalmazzi al Triolet - 2.590 m
  - Rifugio Elena - 2.062
  - Rifugio Gabriele Boccalatte e Mario Piolti - 2.803 m
  - Rifugio Elisabetta - 2.195 m
  - Bivacco Borelli - 2.325 m
  - Bivacco Piero Craveri - 3.490 m
  - Bivacco Giuseppe Lampugnani - 3.860 m
  - Bivacco Gervasutti - 2.835 m
  - Bivacco Corrado Alberico - Luigi Borgna - 3.674 m
- Rifugi e bivacchi francesi
  - Capanna Vallot - (Osservatorio Vallot) - 4.362 m
  - Rifugio dei Grands Mulets - 3.051 m
  - Rifugio des Cosmiques - 3.613 m
  - Rifugio del Goûter - 3.817 m
  - Rifugio d'Argentière - 2.771 m
  - Refuge du Couvercle - 2.687 m
  - Rifugio Durier - 3.358 m
  - Rifugio de l'Envers des Aiguilles - 2.687 m
  - Refuge de Leschaux - 2.431 m
  - Rifugio Plan de l'Aiguille - 2.207 m
  - Rifugio du Requin - 2.516 m
  - Rifugio Alberto Primo - 2.706 m
  - Rifugio di Tête Rousse - 3.167 m
- Rifugi e bivacchi svizzeri
  - Rifugio del Trient - 3.170 m
  - Cabane de Saleina - 2.691 m